# 알렉산드로프-콘체비치-시바르츠-자보론스키 시그마 모형
이론물리학에서 알렉산드로프-콘체비치-시바르츠-자보론스키 시그마 모형(Алехандров-Концевич-Шварц-Заборонский模形, 영어: AKSZ sigma model, 약자 AKSZ 시그마 모형)은 L∞-준대수의 데이터로 정의되는 위상 양자장론이다.

## 정의
다음과 같은 데이터가 주어졌다고 하자.
- 콤팩트 매끄러운 다양체 {\displaystyle M}
- 매끄러운 다양체 {\displaystyle N}
- {\displaystyle N} 위의 L∞-준대수 {\displaystyle {\mathfrak {g}}}. 즉, 이는 {\displaystyle {\mathfrak {g}}_{0}={\mathcal {C}}^{\infty }(M;\mathbb {R} )}가 되는 L∞-대수이다.
- {\displaystyle {\mathfrak {g}}} 위의 2차 불변 다항식. 즉, 원소 {\displaystyle \omega \in \in \operatorname {Weil} _{2+\dim M}({\mathfrak {g}})} 가운데, {\displaystyle \mathrm {d} _{\operatorname {Weil} ({\mathfrak {g}})}\omega =0}이며, {\displaystyle \omega _{ij}\delta t^{i}\delta t^{j}}의 꼴이어야 한다. 또한, {\displaystyle \omega _{ij}}는 {\displaystyle {\mathfrak {g}}} 위의 비퇴화 이차 형식이어야 한다. (여기서 {\displaystyle \operatorname {Weil} (-)}는 L∞-대수의 베유 대수이다.)
- {\displaystyle \mathrm {d} _{\operatorname {Weil} ({\mathfrak {g}})}c=\omega }가 되는 원소 {\displaystyle c\in \operatorname {Weil} ({\mathfrak {g}})}. 이를 천-사이먼스 원소(영어: Chern–Simons element)라고 한다.

베유 대수에서 슈발레-에일렌베르크 대수로 가는 표준적인 사영 사상
{\displaystyle \operatorname {Weil} ({\mathfrak {g}})\to \operatorname {CE} ({\mathfrak {g}})}
아래의 {\displaystyle c}의 상을 {\displaystyle \mu \in \operatorname {CE} ({\mathfrak {g}})}라고 하자.
L∞-준대수 사상
{\displaystyle \phi \colon \mathrm {T} M\to {\mathfrak {g}}}
는 {\displaystyle M} 위의 일련의 미분 형식 장들을 정의한다. 그렇다면, 다음과 같은 작용을 정의할 수 있다.
{\displaystyle S=k\int \phi ^{*}c=k\int \omega (\phi ,\mathrm {d} \phi )+\mu }
여기서 {\displaystyle k\in \mathbb {R} }는 임의의 상수이다. 이를 AKSZ 시그마 모형이라고 한다.

## 예

### 1차원
심플렉틱 다양체 {\displaystyle N}의 심플렉틱 형식 {\displaystyle \omega }가 완전 미분 형식이라고 하자.
{\displaystyle \omega =\mathrm {d} c}
{\displaystyle c\in \Omega ^{1}(N)}
즉, 여기서 {\displaystyle c}는 {\displaystyle \omega }의 천-사이먼스 형식이다.
{\displaystyle N}은 (0차원 벡터 다발에 해당하는) 자명한 리 준대수로 여겨질 수 있으며, 그 슈발레-에일렌베르크 대수는
{\displaystyle \operatorname {CE} (N)={\mathcal {C}}^{\infty }(N;\mathbb {R} )}
이다.
리 준대수 사상
{\displaystyle \mathrm {T} M\to N}
은 단순히 매끄러운 함수 {\displaystyle \phi \colon M\to N}이며, 이에 대한 1차원 알렉산드로프-콘체비치-시바르츠-자보론스키 시그마 모형의 작용은
{\displaystyle S=\int _{\mathbb {R} }\phi ^{*}c}
이다. 이에 대한 운동 방정식은
{\displaystyle {\dot {\phi }}=0}
이다. 즉, 이는 움직이지 않는 입자를 나타낸다.
구체적으로, {\displaystyle N=\mathrm {T} ^{*}X}가 공변접다발이라고 하자. 그렇다면
{\displaystyle c=p_{i}\mathrm {d} x^{i}}
가 되며, 이 경우 작용은
{\displaystyle S=\int _{\mathbb {R} }p_{i}{\dot {x}}^{i}\,\mathrm {d} t}
가 된다. 이는 입자의 통상적인 작용
{\displaystyle S=\int _{\mathbb {R} }(p_{i}{\dot {x}}^{i}-g^{ij}p_{i}p_{j}/2m)\,\mathrm {d} t}
에서 무한대 질량 극한
{\displaystyle m\to \infty }
을 취한 것이다. 즉, 입자가 매우 무거워, 더 이상 움직이지 않게 된다.

### 2차원 (푸아송 시그마 모형)
푸아송 다양체 {\displaystyle (N,\pi )}가 주어졌다고 하자. 그렇다면, {\displaystyle \mathrm {T} ^{*}N\twoheadrightarrow N}은 표준적으로 리 준대수를 이룬다. 그렇다면, 리 준대수 사상
{\displaystyle \mathrm {T} ^{*}M\to E}
은 다음과 같은 데이터로 주어진다.
- 매끄러운 함수 {\displaystyle \phi \colon M\to N}. 그 미분은 {\displaystyle \mathrm {d} \phi \in \Omega ^{1}(M;\phi ^{*}(\mathrm {T} N))}이다. 이는 접다발 {\displaystyle \mathrm {T} N\twoheadrightarrow N}의 당김 올다발 {\displaystyle \phi ^{*}(\mathrm {T} N)\twoheadrightarrow M}에 값을 갖는 1차 미분 형식이다.
- 공변접다발 {\displaystyle E^{*}\twoheadrightarrow N}의 당김 올다발 {\displaystyle \phi ^{*}E^{*}\twoheadrightarrow M}에 값을 갖는 1차 미분 형식 {\displaystyle \eta \in \Omega ^{1}(M;\phi ^{*}E^{*})}

{\displaystyle M}의 지표를 {\displaystyle \mu ,\nu ,\dotsc }로, {\displaystyle N}의 지표를 {\displaystyle i,j,\dotsc }로 적을 때, 장들은
{\displaystyle \eta _{\mu }^{i}}
{\displaystyle \partial _{\mu }\phi ^{i}}
이며, 이에 대한 작용은
{\displaystyle S=\int _{M}\left(\eta _{i}\wedge \mathrm {d} \phi ^{i}+{\frac {1}{2}}\pi ^{ij}(\phi )\eta _{i}\wedge \eta _{j}\right)}
이다. 여기서 {\displaystyle \pi }는 푸아송 다양체의 푸아송 텐서이다.

### 천-사이먼스 이론
다음이 주어졌다고 하자.
- 유한 차원 실수 리 대수 {\displaystyle {\mathfrak {g}}}. 이는 한원소 공간 {\displaystyle N=\{\bullet \}} 위의 리 준대수이다.
- {\displaystyle {\mathfrak {g}}} 위의 불변 다항식 {\displaystyle \omega \in \operatorname {Weil} ^{4}({\mathfrak {g}})}

(예를 들어, 만약 {\displaystyle {\mathfrak {g}}}가 단순 리 대수라면, {\displaystyle \omega }는 킬링 형식의 실수배이다.)
그렇다면, {\displaystyle \omega }에 대응하는 천-사이먼스 원소
{\displaystyle \mathrm {d} _{\operatorname {Weil} ({\mathfrak {g}})}\alpha =\omega }
{\displaystyle \alpha \in \operatorname {Weil} ^{3}({\mathfrak {g}})}
를 정의할 수 있다. 이에 대한 작용은 천-사이먼스 형식이다.
리 준대수 사상
{\displaystyle \mathrm {T} M\to {\mathfrak {g}}}
의 개념은 리 대수 값 1차 미분 형식
{\displaystyle A\in \Omega ^{1}(M;{\mathfrak {g}})}
의 개념과 동치이며, 이에 대한 AKSZ 시그마 모형은 {\displaystyle {\mathfrak {g}}}에 대한 천-사이먼스 이론이다.
보다 일반적으로, 이차 리 대수 대신 스칼라장을 포함할 수 있는 쿠런트 준대수를 사용할 수 있다. 이 경우 얻는 작용은 쿠런트 시그마 모형(영어: Courant sigma model)이라고 한다.

## 역사
알렉산드로프 · 막심 콘체비치 · 알베르트 시바르츠 · 자보론스키가 도입하였다.

## 참고 문헌
1. ↑  Alexandrov, M.; Kontsevich, Maxim; Schwarz, Albert; Zaboronsky, Oleg (1997). “The geometry of the master equation and topological quantum field theory”. 《International Journal of Modern Physics A》 (영어) 12 (7): 1405–1429. arXiv:hep-th/9502010.

- Ikeda, Noriaki (2012). “Lectures on AKSZ topological field theories for physicists” (영어). arXiv:1204.3714.
- Roytenberg, Dmitry (2007). “AKSZ-BV formalism and Courant algebroid-induced topological field theories”. 《Lett.Math.Phys.》 (영어) 79: 143–159. arXiv:hep-th/0608150.
- Fiorenza, Domenico; Rogers, Chris; Schreiber, Urs (2013). “AKSZ Sigma-Models in Higher Chern-Weil Theory”. 《International Journal of Geometic Methods in Modern Physics》 (영어) 10: 1250078. arXiv:1108.4378.